# Eucera dubitata
Eucera dubitata är en biart som först beskrevs av Cresson 1878.  Eucera dubitata ingår i släktet långhornsbin, och familjen långtungebin. Inga underarter finns listade i Catalogue of Life.